# IC 4984
IC 4984 је спирална галаксија у сазвјежђу Телескоп која се налази на листи објеката дубоког неба у Индекс каталогу.
Деклинација објекта је - 52° 42' 12" а ректасцензија 20h 16m 17,5s. Привидна величина (магнитуда) објекта IC 4984 износи 14,6 а фотографска магнитуда 15,4. IC 4984 је још познат и под ознакама ESO 186-23, PGC 64388.